# Середньовічні лади
Середньовічні лади або церковні лади — назва восьми діатонічних ладів професійної європейської музики Середньовіччя. Історично сходять до давньогрецької ладової системи, проте назви середньовічних ладів не збігаються з назвами давньогрецькими, що пов'язано з їх перейменованням на сторінках анонімного теоретичного трактату «Alia musica» IX століття.
Існувало три системи позначення середньовічних ладів — числова парна, числова проста і номінативна. Перелік можна представити наступною таблицею:
| Номер ладу | числове парне позначення | номінативне позначення |
| ---------- | ------------------------ | ---------------------- |
| I          | перший автентичний       | дорійський             |
| II         | перший плагальний        | гіподорійський         |
| III        | другий автентичний       | фригійський            |
| IV         | другий плагальний        | гіпофригійський        |
| V          | третій автентичний       | лідійський             |
| VI         | третій плагальний        | гіполідійський         |
| VII        | четвертий автентичний    | міксолідійський        |
| VIII       | четвертий плагальний     | гіпоміксолідійський    |

Записані сучасною нотацією середньовічні лади виглядають так:

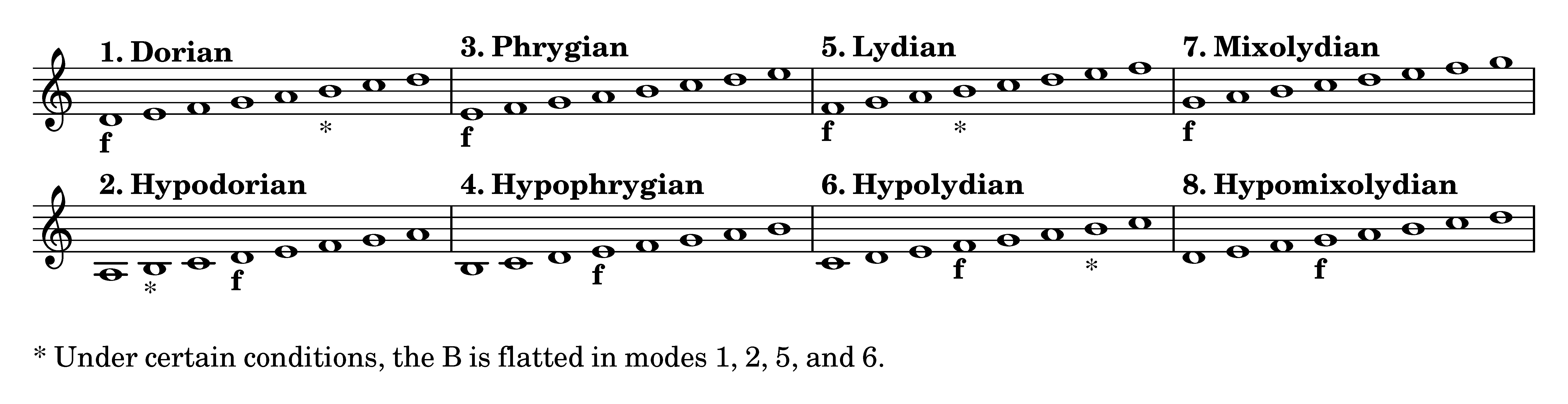
8 середньовічних ладів, літерою f позначено фіналіс

Основними категоріями середньовічних ладів є:
- фіналіс — заключний тон хоралу.
- амбітус — діапазон хоралу (від найнижчого до найвищого використовуваного звуку)
- реперкуса — друга ладова опора (тон, найчастіше повторюваний або у хоралі)